# Chladicí systém (automobil)
Chladicí systém v automobilech je systém trubiček a kanálků, v nichž proudí chladicí kapalina. V každém automobilu je nádrž, v níž se tato kapalina nachází. Odtud putuje v tzv. okruzích. V každém systému je také vodní čerpadlo, poháněné motorem - klínovým řemenem, zajišťující cirkulaci chladicí kapaliny.
- Malý okruh je chladicí okruh pouze mezi termostatem a motorem, který slouží pro rychlejší zahřátí motoru na provozní teplotu
- Velký okruh se otevře po zahřátí motoru na provozní teplotu, kdy termostat otevře chladicí kapalině cestu do chladiče

V motoru vzniká při práci velké množství odpadního tepla, proto je správná činnost chladicího systému nezbytná. Při poruše je třeba zastavit vozidlo, jinak hrozí přehřátí motoru. Nejčastěji dojde k prohnutí, nebo prasknutí hlavy válců spalovacího motoru. 